# 东非肺鱼
東非肺魚（學名：Protopterus amphibius），又稱短鰭肺魚，為非洲肺魚屬的四種現生物種之一，於1844年由德國博物學家威廉·彼得斯發表描述。本種分布於東非，已在索馬利亞、肯亞與莫三比克被發現，包括埃瓦索恩吉羅河與尚比西河流域，且可能作為引入種出現在坦桑尼亞。模式種採集於莫三比克，且有學者認為肯亞的族群應歸為另一物種。本種在當地為食用魚。對於本種的生態研究仍較缺乏，目前被IUCN歸為無危物種，但可能受尚比西河棲地破壞的威脅。

## 特徵
本魚體細長呈鰻形。頭部圓鈍，眼睛退化的很小，其後有感覺孔。背鰭基點在最前方，胸鰭的鰭膜很廣，鰭的長度偏短，口位低，吻部厚實，有堅硬的板狀齒，體色為淺暗灰色，具有灰褐色、紅褐色的花紋，腹部灰色，體長可達44.3公分，是體型最小的肺魚之一。